# Coupe de Russie de football 2017-2018
Navigation
Édition précédente Édition suivante
La Coupe de Russie 2017-2018 est la 26e édition de la Coupe de Russie depuis la dissolution de l'URSS. Elle prend place du 14 juillet 2017 au 9 mai 2018.
La finale a lieu le 9 mai 2018 à la Volgograd Arena de Volgograd et voit s'opposer l'Avangard Koursk, pensionnaire de deuxième division, et le FK Tosno, évoluant quant à lui en première division. C'est ce dernier qui l'emporte finalement sur le score de 2-1.
Le vainqueur de la coupe se qualifie pour la phase de groupes de la Ligue Europa 2018-2019 ainsi que pour l'édition 2018 de la Supercoupe de Russie. Cependant, du fait de la non-attribution d'une licence UEFA au FK Tosno, la place qualificative en Ligue Europa est finalement redistribuée au championnat russe.

## Résultats

### Premier tour
Les rencontres de ce tour se déroulent les 14 et 15 juillet 2017.
| Date                 | Club                          | Score                | Club                             |
| Zone Centre et Ouest | Zone Centre et Ouest          | Zone Centre et Ouest | Zone Centre et Ouest             |
| -------------------- | ----------------------------- | -------------------- | -------------------------------- |
| 15 juillet 2017      | Zvezda Saint-Pétersbourg (D4) | 0 - 0 ap 4 - 2 tab   | (D3) Louki-Energia Velikié Louki |
| Zone Oural-Povoljié  |                               |                      |                                  |
| 14 juillet 2017      | Deline Ijevsk (D5)            | 3 - 0                | (D4) Dinamo Kirov                |
| 14 juillet 2017      | Metallourg Acha (D4)          | 3 - 1                | (D3) Nosta Novotroïtsk           |
| 14 juillet 2017      | Volga Oulianovsk (D3)         | 2 - 0                | (D3) Anji-Iounior Zelenodolsk    |
| 14 juillet 2017      | Zénith Ijevsk (D3)            | 1 - 0 ap             | (D3) FK Tcheliabinsk             |
| 15 juillet 2017      | Sokol Saratov (D3)            | 1 - 0                | (D3) Zénith Penza                |
| 15 juillet 2017      | Mordovia Saransk (D3)         | 0 - 1                | (D3) Syzran-2003                 |
| 15 juillet 2017      | Kamaz Naberejnye Tchelny (D3) | 1 - 0                | (D3) Neftekhimik Nijnekamsk      |
| Zone Sud             |                               |                      |                                  |
| 15 juillet 2017      | Machouk-KMV Piatigorsk (D3)   | 4 - 0                | (D3) Spartak Vladikavkaz         |
| 15 juillet 2017      | Akademia Rostov (D3)          | 0 - 4                | (D3) Tchaïka Pestchanokopskoïe   |
| 15 juillet 2017      | Biolog-Novokoubansk (D3)      | 1 - 5                | (D3) Droujba Maïkop              |

### Deuxième tour
Les rencontres de ce tour se déroulent les 23 et 24 juillet 2017.
| Date                 | Club                           | Score                | Club                              |
| Zone Centre et Ouest | Zone Centre et Ouest           | Zone Centre et Ouest | Zone Centre et Ouest              |
| -------------------- | ------------------------------ | -------------------- | --------------------------------- |
| 23 juillet 2017      | Khimik Novomoskovsk (D3)       | 0 - 3                | (D3) FK Kalouga                   |
| 23 juillet 2017      | Energomach Belgorod (D3)       | 1 - 0                | (D3) Metallourg Lipetsk           |
| 23 juillet 2017      | Tchertanovo Moscou (D3)        | 2 - 1                | (D3) Strogino Moscou              |
| 23 juillet 2017      | Veles Moscou (D3)              | 0 - 1                | (D3) Torpedo Moscou               |
| 23 juillet 2017      | Spartak Kostroma (D3)          | 1 - 5                | (D3) Tekstilchtchik Ivanovo       |
| 23 juillet 2017      | Dinamo Briansk (D3)            | 2 - 1                | (D3) CRFSO Smolensk               |
| 23 juillet 2017      | FK Kolomna (D3)                | 0 - 1                | (D3) Saturn Ramenskoïe            |
| 23 juillet 2017      | FK Dolgoproudny (D3)           | 1 - 3                | (D3) Ararat Moscou                |
| 23 juillet 2017      | Znamia Trouda (D3)             | 1 - 1 ap 4 - 3 tab   | (D3) FK Mourom                    |
| 23 juillet 2017      | Pskov-747 (D3)                 | 2 - 0                | (D4) Zvezda Saint-Pétersbourg     |
| 23 juillet 2017      | Zorki Krasnogorsk (D3)         | 2 - 0                | (D3) FK Riazan                    |
| 24 juillet 2017      | Dinamo Kostroma (D4)           | 2 - 3                | (D3) Torpedo Vladimir             |
| Zone Est             |                                |                      |                                   |
| 24 juillet 2017      | FK Belogorsk (D5)              | 0 - 2                | (D3) Smena Komsomolsk-sur-l'Amour |
| Zone Oural-Povoljié  |                                |                      |                                   |
| 23 juillet 2017      | Syzran-2003 (D3)               | 4 - 2                | (D5) Deline Ijevsk                |
| 23 juillet 2017      | Lada Togliatti (D3)            | 1 - 3                | (D3) Sokol Saratov                |
| 23 juillet 2017      | Metallourg Acha (D4)           | 1 - 3 ap             | (D3) Zénith Ijevsk                |
| 23 juillet 2017      | Kamaz Naberejnye Tchelny (D3)  | 1 - 2 ap             | (D3) Volga Oulianovsk             |
| Zone Sud             |                                |                      |                                   |
| 24 juillet 2017      | Angoucht Nazran (D3)           | 2 - 0                | (D3) Legion-Dinamo Makhatchkala   |
| 24 juillet 2017      | Rotor-2 Volgograd (D3)         | 0 - 1                | (D3) Dinamo Stavropol             |
| 24 juillet 2017      | SKA Rostov (D3)                | 0 - 5                | (D3) FK Armavir                   |
| 24 juillet 2017      | Spartak Naltchik (D3)          | 1 - 0                | (D3) Machouk-KMV Piatigorsk       |
| 24 juillet 2017      | Tchaïka Pestchanokopskoïe (D3) | 0 - 1                | (D3) Afips Afipski                |
| 24 juillet 2017      | Droujba Maïkop (D3)            | 2 - 4                | (D3) Tchernomorets Novorossiisk   |

### Troisième tour
Les rencontres de ce tour se déroulent entre le 1er et le 8 août 2017.
| Date                 | Club                              | Score                | Club                             |
| Zone Centre et Ouest | Zone Centre et Ouest              | Zone Centre et Ouest | Zone Centre et Ouest             |
| -------------------- | --------------------------------- | -------------------- | -------------------------------- |
| 7 août 2017          | FK Kalouga (D3)                   | 1 - 2                | (D3) Energomach Belgorod         |
| 7 août 2017          | Torpedo Moscou (D3)               | 1 - 2                | (D3) Tchertanovo Moscou          |
| 7 août 2017          | Tekstilchtchik Ivanovo (D3)       | 0 - 0 ap 3 - 4 tab   | (D3) Torpedo Vladimir            |
| 7 août 2017          | Dinamo Briansk (D3)               | 2 - 0                | (D3) Pskov-747                   |
| 7 août 2017          | Ararat Moscou (D3)                | 1 - 0                | (D3) Saturn Ramenskoïe           |
| 7 août 2017          | Znamia Trouda (D3)                | 2 - 1                | (D3) Zorki Krasnogorsk           |
| Zone Est             |                                   |                      |                                  |
| 1er août 2017        | Zénith Irkoutsk (D3)              | 1 - 5                | (D3) FK Tchita                   |
| 1er août 2017        | Irtych Omsk (D3)                  | 3 - 2                | (D3) Dinamo Barnaoul             |
| 1er août 2017        | Smena Komsomolsk-sur-l'Amour (D3) | 1 - 0                | (D3) Sakhaline Ioujno-Sakhalinsk |
| Zone Oural-Povoljié  |                                   |                      |                                  |
| 7 août 2017          | Sokol Saratov (D3)                | 2 - 2 ap 5 - 3 tab   | (D3) Zénith Ijevsk               |
| 7 août 2017          | Volga Oulianovsk (D3)             | 1 - 1 ap 1 - 3 tab   | (D3) Syzran-2003                 |
| Zone Sud             |                                   |                      |                                  |
| 8 août 2017          | Angoucht Nazran (D3)              | 2 - 3 ap             | (D3) Spartak Naltchik            |
| 8 août 2017          | FK Armavir (D3)                   | 4 - 0                | (D3) Dinamo Stavropol            |
| 8 août 2017          | Tchernomorets Novorossiisk (D3)   | 2 - 0 ap             | (D3) Afips Afipski               |

### Quatrième tour
Les rencontres de ce tour se déroulent les 23 et le 24 août 2017. Les clubs de deuxième division font leur entrée dans la compétition durant cette phase.
| Date         | Club                              | Score              | Club                            |
| ------------ | --------------------------------- | ------------------ | ------------------------------- |
| 23 août 2017 | Tchertanovo Moscou (D3)           | 0 - 2              | (D2) Dinamo Saint-Pétersbourg   |
| 23 août 2017 | Ararat Moscou (D3)                | 2 - 1              | (D2) Baltika Kaliningrad        |
| 23 août 2017 | Torpedo Vladimir (D3)             | 0 - 1              | (D2) Olimpiets Nijni Novgorod   |
| 23 août 2017 | FK Khimki (D2)                    | 0 - 2              | (D2) Chinnik Iaroslavl          |
| 23 août 2017 | Dinamo Briansk (D3)               | 0 - 1              | (D2) Avangard Koursk            |
| 23 août 2017 | Energomach Belgorod (D3)          | 0 - 1              | (D2) FK Tambov                  |
| 23 août 2017 | Rotor Volgograd (D2)              | 0 - 2              | (D2) Volgar Astrakhan           |
| 23 août 2017 | Znamia Trouda (D3)                | 0 - 1              | (D2) Fakel Voronej              |
| 23 août 2017 | FK Armavir (D3)                   | 0 - 0 ap 2 - 3 tab | (D2) Kouban Krasnodar           |
| 23 août 2017 | Spartak Naltchik (D3)             | 1 - 1 ap 4 - 2 tab | (D3) Tchernomorets Novorossiisk |
| 23 août 2017 | Syzran-2003 (D3)                  | 0 - 2              | (D2) Krylia Sovetov Samara      |
| 23 août 2017 | Sokol Saratov (D3)                | 1 - 3              | (D2) FK Orenbourg               |
| 23 août 2017 | Irtych Omsk (D3)                  | 0 - 4              | (D2) Tom Tomsk                  |
| 23 août 2017 | FK Tioumen (D2)                   | 2 - 1              | (D2) Sibir Novossibirsk         |
| 23 août 2017 | FK Tchita (D3)                    | 1 - 1 ap 7 - 8 tab | (D2) Ienisseï Krasnoïarsk       |
| 24 août 2017 | Smena Komsomolsk-sur-l'Amour (D3) | 0 - 0 ap 2 - 3 tab | (D2) Luch-Energia Vladivostok   |

### Seizièmes de finale
Les rencontres de ce tour se déroulent les 20 et 21 septembre 2017. Les clubs de première division font leur entrée dans la compétition durant cette phase.
| Date              | Club                          | Score              | Club                          |
| ----------------- | ----------------------------- | ------------------ | ----------------------------- |
| 20 septembre 2017 | Luch-Energia Vladivostok (D2) | 2 - 0              | (D1) Anji Makhatchkala        |
| 20 septembre 2017 | FK Tambov (D2)                | 1 - 0              | (D1) Arsenal Toula            |
| 20 septembre 2017 | FK Orenbourg (D2)             | 0 - 2              | (D1) Rubin Kazan              |
| 20 septembre 2017 | Tom Tomsk (D2)                | 2 - 1              | (D1) FK Krasnodar             |
| 20 septembre 2017 | Chinnik Iaroslavl (D2)        | 3 - 0              | (D1) Oural Iekaterinbourg     |
| 20 septembre 2017 | Avangard Koursk (D2)          | 1 - 0 ap           | (D1) CSKA Moscou              |
| 20 septembre 2017 | FK Tioumen (D2)               | 1 - 2              | (D1) FK Tosno                 |
| 20 septembre 2017 | Volgar Astrakhan (D2)         | 0 - 2              | (D1) FK Rostov                |
| 20 septembre 2017 | Spartak Naltchik (D3)         | 0 - 0 ap 4 - 2 tab | (D1) Dynamo Moscou            |
| 20 septembre 2017 | Kouban Krasnodar (D2)         | 0 - 2              | (D1) Spartak Moscou           |
| 21 septembre 2017 | Ienisseï Krasnoïarsk (D2)     | 3 - 0              | (D1) Akhmat Grozny            |
| 21 septembre 2017 | Olimpiets Nijni Novgorod (D2) | 1 - 1 ap 4 - 1 tab | (D1) FK Oufa                  |
| 21 septembre 2017 | Krylia Sovetov Samara (D2)    | 3 - 2 ap           | (D1) Lokomotiv Moscou         |
| 21 septembre 2017 | Ararat Moscou (D3)            | 1 - 2              | (D1) SKA-Khabarovsk           |
| 21 septembre 2017 | Fakel Voronej (D2)            | 0 - 4              | (D1) Amkar Perm               |
| 21 septembre 2017 | Dinamo Saint-Pétersbourg (D2) | 3 - 2 ap           | (D1) Zénith Saint-Pétersbourg |

### Huitièmes de finale
Les rencontres de ce tour se déroulent le 25 octobre 2017.
| Date            | Club                          | Score               | Club                          |
| --------------- | ----------------------------- | ------------------- | ----------------------------- |
| 25 octobre 2017 | SKA-Khabarovsk (D1)           | 2 - 0               | (D2) Dinamo Saint-Pétersbourg |
| 25 octobre 2017 | Luch-Energia Vladivostok (D2) | 2 - 1               | (D2) Ienisseï Krasnoïarsk     |
| 25 octobre 2017 | FK Tambov (D2)                | 0 - 2               | (D2) Avangard Koursk          |
| 25 octobre 2017 | Chinnik Iaroslavl (D2)        | 4 - 0               | (D2) Olimpiets Nijni Novgorod |
| 25 octobre 2017 | FK Rostov (D1)                | 1 - 1 ap 9 - 10 tab | (D1) Amkar Perm               |
| 25 octobre 2017 | Spartak Moscou (D1)           | 5 - 2               | (D3) Spartak Naltchik         |
| 25 octobre 2017 | Rubin Kazan (D1)              | 1 - 2               | (D2) Krylia Sovetov Samara    |
| 25 octobre 2017 | FK Tosno (D1)                 | 0 - 0 ap 6 - 5 tab  | (D2) Tom Tomsk                |

### Quarts de finale
Les rencontres de ce tour se déroulent le 27 février et 4 avril 2018.
| Date            | Club                       | Score              | Club                          |
| --------------- | -------------------------- | ------------------ | ----------------------------- |
| 27 février 2018 | SKA-Khabarovsk (D1)        | 0 - 0 ap 1 - 4 tab | (D2) Chinnik Iaroslavl        |
| 27 février 2018 | Amkar Perm (D1)            | 0 - 0 ap 6 - 7 tab | (D2) Avangard Koursk          |
| 28 février 2018 | FK Tosno (D1)              | 2 - 1              | (D2) Luch-Energia Vladivostok |
| 4 avril 2018    | Krylia Sovetov Samara (D2) | 1 - 3              | (D1) Spartak Moscou           |

### Demi-finales
Les rencontres de ce tour se déroulent le 18 avril 2018.
| Date          | Club                 | Score              | Club                   |
| ------------- | -------------------- | ------------------ | ---------------------- |
| 18 avril 2018 | Avangard Koursk (D2) | 1 - 0              | (D2) Chinnik Iaroslavl |
| 18 avril 2018 | Spartak Moscou (D1)  | 1 - 1 ap 4 - 5 tab | (D1) FK Tosno          |

### Finale
| ·               |    |                        |     |
| Titulaires :    |    |                        |     |
|                 |    |                        |     |
| G               | 16 | 0 David Iourtchenko    |     |
| DG              | 28 | 0 Ievgueni Tchernov    |     |
| DC              | 8  | 0 Sergueï Soukharev    |     |
| DC              | 25 | 0 Andreï Bouïvolov     |     |
| DD              | 24 | 0 Timofeï Margasov     |     |
| MC              | 4  | 0 Ilia Jigouliov       | 85e |
| MC              | 88 | 0 Marko Poletanović    |     |
| MO              | 11 | 0 Maksim Palienko      | 58e |
| AiG             | 22 | 0 Reziuan Mirzov       |     |
| AiD             | 21 | 0 Vagiz Galiulin       |     |
| AC              | 19 | 0 Alekseï Skvortsov    | 66e |
|                 |    |                        |     |
| Remplaçants :   |    |                        |     |
| MO              | 96 | 0 Nuno Rocha           | 58e |
| AC              | 3  | 0 Ricardinho           | 66e |
| MdC             | 8  | 0 Aliaksandr Karnitsky | 85e |
|                 |    |                        |     |
| Entraîneur :    |    |                        |     |
| Dmytro Parfenov |    |                        |     |

| ·                |    |                     |     |
| Titulaires :     |    |                     |     |
|                  |    |                     |     |
| G                | 16 | 0 Aleksandr Kobzev  |     |
| DG               | 10 | 0 Azamat Gourfov    |     |
| DC               | 4  | 0 Aslan Dachaïev    |     |
| DC               | 24 | 0 Kirill Gotsouk    |     |
| DD               | 71 | 0 Mikhaïl Bagaïev   |     |
| MG               | 70 | 0 Ilnour Alchine    |     |
| MC               | 52 | 0 Ravil Netfoulline |     |
| MC               | 87 | 0 Dmitri Korobov    |     |
| MD               | 8  | 0 Igor Kireïev      |     |
| AC               | 58 | 0 Rouslan Bolov     | 77e |
| AC               | 67 | 0 Artiom Fedtchouk  | 82e |
|                  |    |                     |     |
| Remplaçants :    |    |                     |     |
| AC               | 14 | 0 Islam Tloupov     | 77e |
| MC               | 6  | 0 Roman Akbachev    | 82e |
|                  |    |                     |     |
| Entraîneur :     |    |                     |     |
| Khasanbi Bidjiev |    |                     |     |

| ·               |    |                        |     |
| Titulaires :    |    |                        |     |
|                 |    |                        |     |
| G               | 16 | 0 David Iourtchenko    |     |
| DG              | 28 | 0 Ievgueni Tchernov    |     |
| DC              | 8  | 0 Sergueï Soukharev    |     |
| DC              | 25 | 0 Andreï Bouïvolov     |     |
| DD              | 24 | 0 Timofeï Margasov     |     |
| MC              | 4  | 0 Ilia Jigouliov       | 85e |
| MC              | 88 | 0 Marko Poletanović    |     |
| MO              | 11 | 0 Maksim Palienko      | 58e |
| AiG             | 22 | 0 Reziuan Mirzov       |     |
| AiD             | 21 | 0 Vagiz Galiulin       |     |
| AC              | 19 | 0 Alekseï Skvortsov    | 66e |
|                 |    |                        |     |
| Remplaçants :   |    |                        |     |
| MO              | 96 | 0 Nuno Rocha           | 58e |
| AC              | 3  | 0 Ricardinho           | 66e |
| MdC             | 8  | 0 Aliaksandr Karnitsky | 85e |
|                 |    |                        |     |
| Entraîneur :    |    |                        |     |
| Dmytro Parfenov |    |                        |     |

| ·                |    |                     |     |
| Titulaires :     |    |                     |     |
|                  |    |                     |     |
| G                | 16 | 0 Aleksandr Kobzev  |     |
| DG               | 10 | 0 Azamat Gourfov    |     |
| DC               | 4  | 0 Aslan Dachaïev    |     |
| DC               | 24 | 0 Kirill Gotsouk    |     |
| DD               | 71 | 0 Mikhaïl Bagaïev   |     |
| MG               | 70 | 0 Ilnour Alchine    |     |
| MC               | 52 | 0 Ravil Netfoulline |     |
| MC               | 87 | 0 Dmitri Korobov    |     |
| MD               | 8  | 0 Igor Kireïev      |     |
| AC               | 58 | 0 Rouslan Bolov     | 77e |
| AC               | 67 | 0 Artiom Fedtchouk  | 82e |
|                  |    |                     |     |
| Remplaçants :    |    |                     |     |
| AC               | 14 | 0 Islam Tloupov     | 77e |
| MC               | 6  | 0 Roman Akbachev    | 82e |
|                  |    |                     |     |
| Entraîneur :     |    |                     |     |
| Khasanbi Bidjiev |    |                     |     |